# Basilika von Luján

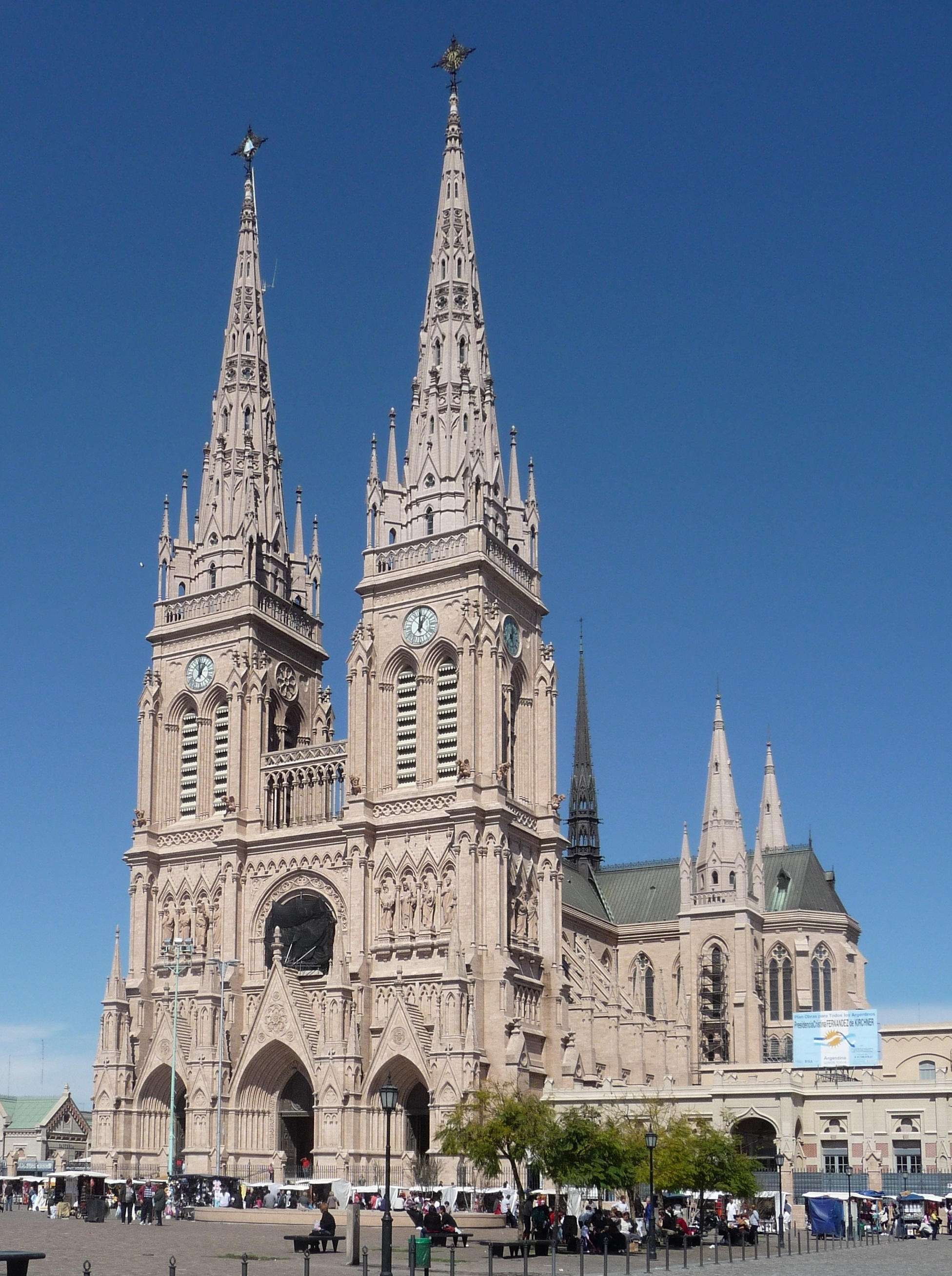
Basilika von Luján

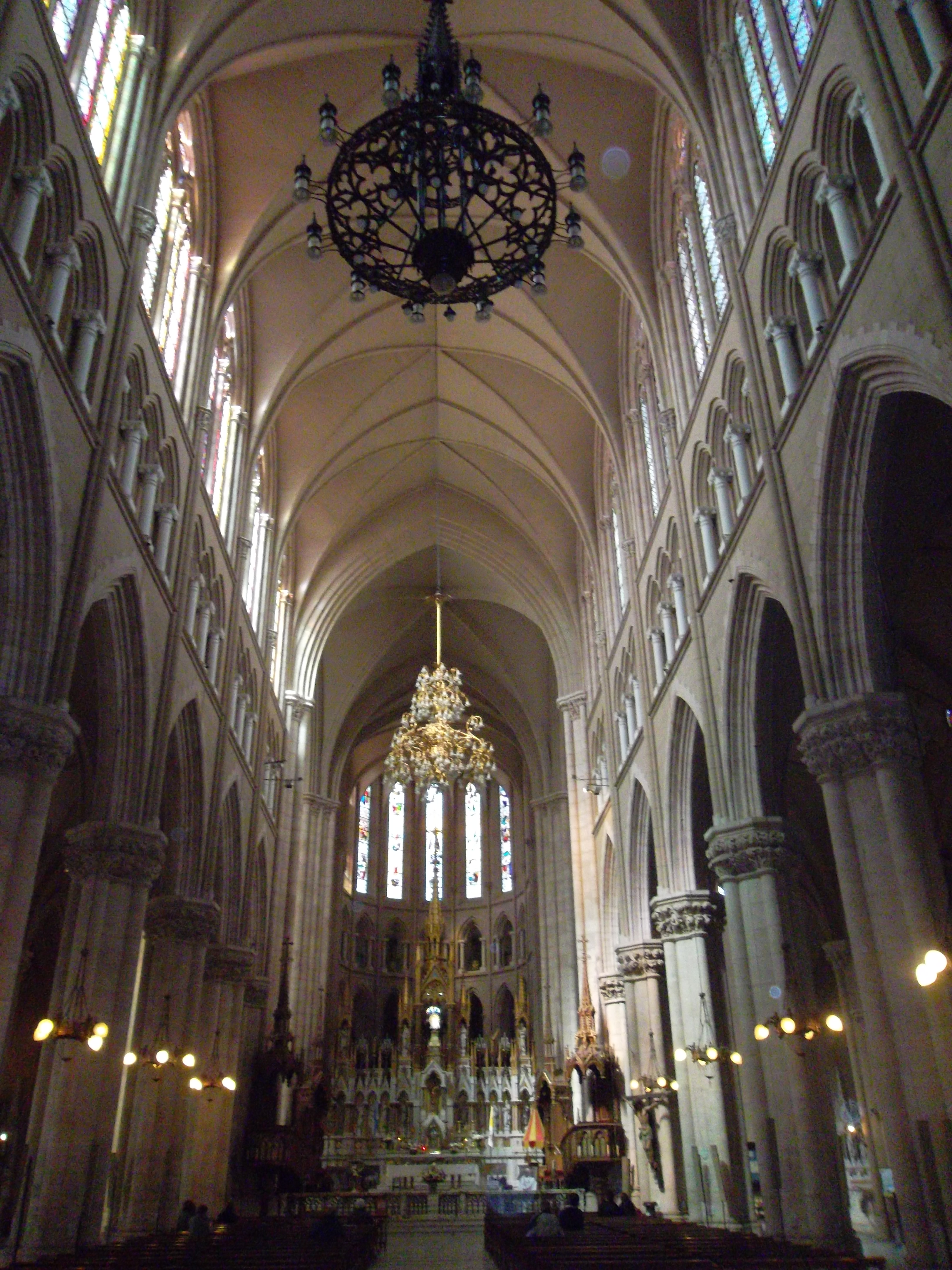
Innenraum

Die Basilika Unserer Lieben Frau von Luján (La Basílica de Nuestra Señora de Luján) ist eine römisch-katholische Wallfahrtskirche im argentinischen Wallfahrtsort Luján. Sie wurde zwischen 1887 und 1935 nach dem Vorbild europäischer Kathedralen erbaut. 

## Geschichte
Die Marienwallfahrt von Luján entstand im 17. Jahrhundert. Damals soll ein Fuhrwerk, das zusammen mit anderen Waren eine Marienstatue transportierte, im Morast stecken geblieben sein. Erst als die Statue abgeladen war, konnte die Fahrt fortgesetzt werden. Daraufhin wurde 1685 für das Marienbild eine Kapelle errichtet. Bald wurde von Heilungen und Gebetserhörungen berichtet, sodass der Pilgerstrom zunahm und nach weiteren Vorgängerbauten die heutige große Wallfahrtskirche errichtet wurde. An der großen Wallfahrt Anfang Oktober nehmen jedes Jahr bis zu zwei Millionen Pilger teil.

## Bauwerk
Die Wallfahrtskirche ist eine neugotische Basilika mit Doppelturmfassade. Das Gnadenbild befindet sich über dem Hauptaltar unter einem Ziborium. 16 Apostel- und Evangelistenstatuen sind an der Außenfassade angebracht. Die Turmhöhe beträgt 106 m, die Länge des Bauwerks 104 m, die Breite 68,5 m. In den Türmen hängen 13 Glocken, die aus Mailand kommen. Am 15. November 1930 wurde ihr durch Papst Pius XI. der Titel Basilica minor verliehen.